# Gottfried Schädel
Gottfried Johann Schädel (* nach 1680 in Wandsbek bei Hamburg; † 21. Februar 1752 in Kiew) war ein deutscher Architekt des Barock im Dienst des Russischen Reichs, der seit Jahr 1713 seine Projekte hauptsächlich in St. Petersburg und Kiew verwirklichte.

## Leben
Schädel hatte seine Architektur-Ausbildung in Deutschland absolviert. Anschließend erwarb er weitere Fähigkeiten in den Niederlanden und in Italien. Im Jahr 1713 machte er Bekanntschaft mit Andreas Schlüter, der ihn in das gerade im Entstehen befindliche Sankt Petersburg mitnahm. Gottfried Schädel schuf dort, zusammen mit Giovanni Maria Fontana, für den Fürsten Menschikow ein Stadtpalais (Menschikow-Palais, 1713–1716). Im Anschluss entstand bis 1725 der Landsitz für Menschikow auch nach Schädels Entwürfen in Oranienbaum (heute Lomonossow). Im Jahre 1729 siedelte er nach Moskau um, wo er am Bau von Palästen und der Kirche Blagoweschtschenski im Kreml beteiligt war. Um 1730 arbeitete Schädel zusammen mit Bartolomeo Rastrelli an weiteren Gebäuden im Kreml und an anderen öffentlichen Gebäuden.

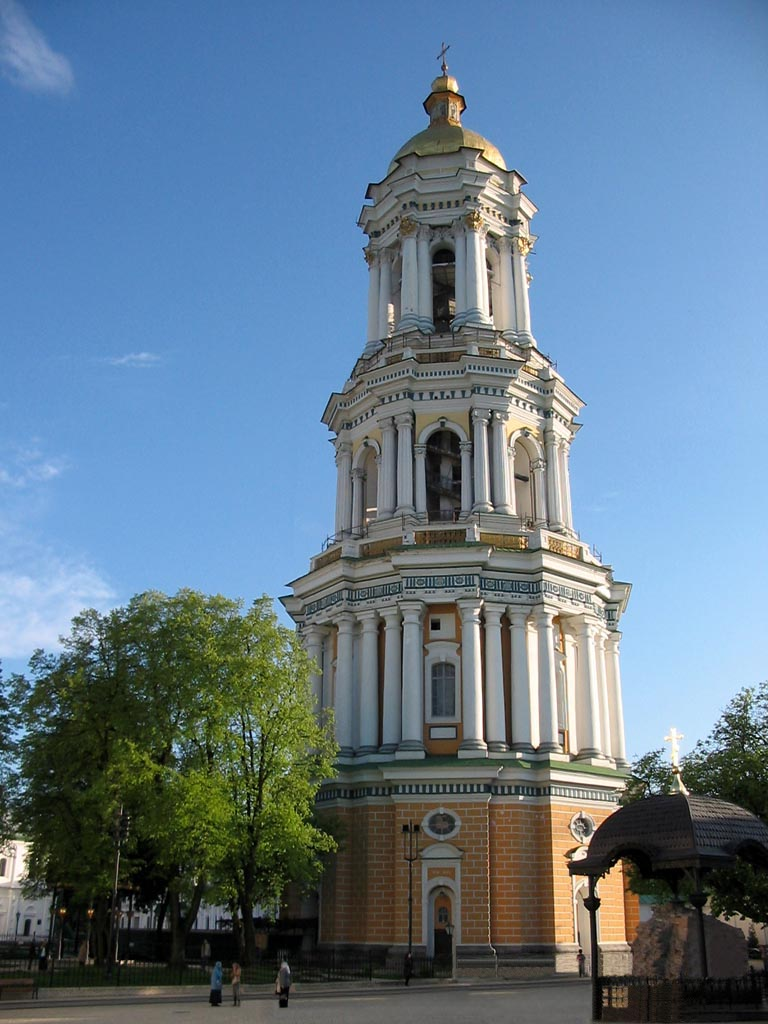
Glockenturm des Kiewer Höhlenklosters

Bald darauf konnte er seine Baukunst in Kiew entfalten, wo unter anderem der Glockenturm des Höhlenklosters nach Schädels Plänen neu entstand (1731–1745). Zwischen 1732 und 1740 gestaltete er auch die historischen Gebäude der Kiew-Mohyla Akademie um. Bis 1748 war er am Wiederaufbau weiterer historischer Bauten beteiligt wie dem St. Sophia-Kloster mit dem Saborowski-Tor, die durch einen Brand im 17. Jahrhundert weitestgehend zerstört worden waren.
Gesamt-stilistisch werden Schädels Bauten als „Mischung aus byzantinischen und barocken Stilelementen mit Kosaken-Motiven und Volkskunst-Ornamentik“ bezeichnet.